# Italienska demokratiska socialistpartiet
Italienska demokratiska socialistpartiet (italienska: Partito Socialista Democratico Italiano, PSDI) är ett litet socialdemokratiskt politiskt parti i Italien, grundat den 11 januari 1947. Partiet är inte medlem i något europeiskt parti. Partiet var ett betydligt större fram till 1990-talet, då det tappade allt mer i stöd.